# Форни Аволтри
Фо̀рни Аво̀лтри (на италиански: Forni Avoltri; на фриулски: For Davôtri, Фор Давотри) е село и община в Северна Италия, провинция Удине, автономен регион Фриули-Венеция Джулия. Разположено е на 888 m надморска височина. Населението на общината е 653 души (към 2010 г.).